# Duéulu
Duéulu, ou Drueulu, est une tribu des îles Loyauté sur l'île de Lifou. Elle se situe à l'extrême-ouest de l'île, dans le district de Gaitcha, dont elle est le chef-lieu.